# 홍우량
홍우량 (1608 - ?)은 조선 중기의 무신으로 청백리로 알려졌다. 

## 생애
조부는 홍가신, 아버지 홍영, 형은 홍우정, 홍우원이다
어머니는 허성의 딸이다.
인조 14년 어머니와 큰형인 홍우정을 따라 태백산으로 피난할 때 어머니의 권유로 남한산성으로 가서 전공을 세웠다.  그후 무과에 급제하여 만포 첨사, 고산 현감, 이천부사, 갑산부사, 제주판관, 무장현감, 제주 목사, 경상 좌수사를 거쳤다.
청백리로 뽑혔다.